# 列日涅沃农村居民点
列日涅沃农村居民点（俄语：Лежневское сельское поселение）是俄罗斯联邦伊万诺沃州列日涅沃区所属的一个农村居民点。其下辖有77个居民点，行政中心为乌赫托赫马。据2016年统计，该农村居民点的人口为2979人。